# هیئت بین‌المللی فوتبال
هیئت بین‌المللی فوتبال (به انگلیسی: International Football Association Board به‌اختصار IFAB) تنها نهاد دارای صلاحیت قانون‌گذاری در ورزش فوتبال است.
این هیئت از نمایندگان فیفا و ۴ اتحادیه‌های فوتبال بریتانیا که شامل - ۱: اتحادیه فوتبال انگلستان، ۲: اتحادیه فوتبال اسکاتلند، ۳: اتحادیه فوتبال ولز و ۴: اتحادیه فوتبال ایرلندشمالی -این چهار اتحادیه، تشکیل می‌شود. نمایندگان فیفا ۴ حق رأی و نمایندگان هر یک از اتحادیه‌های بریتانیایی ۱ رأی دارند. مصوبات این هیئت باید دست‌کم از ۶ رأی مثبت برخوردار باشند.

## تاریخچه
پیدایش هیئت بین‌المللی فوتبال به سال ۱۸۸۶ و جلسه مشترک ۴ اتحادیه فوتبال بریتانیا برای تعیین قوانین متحدالشکل برای فوتبال برمی‌گردد. با این‌که در آن زمان قوانین فوتبال تا حد زیادی به شکل استاندارد درآمده بود اما قوانین فوتبال در هریک از اتحادیه‌ها تفاوت‌های جزئی با دیگری داشت و این امر در برگزاری بازی‌های بین‌المللی مشکلاتی ایجاد می‌کرد.
در سال ۱۹۰۴ در پاریس فدراسیون بین‌المللی فوتبال (فیفا) به عنوان نهاد اداره ورزش فوتبال در سطح بین‌المللی تأسیس و پایبندی خود را به قوانین هیئت بین‌المللی فوتبال اعلام داشت. با افزایش محبوبیت بین‌المللی فوتبال نمایندگان فیفا هم در سال ۱۹۱۳ به این هیئت دعوت شدند. در ابتدا فیفا و هر یک از اتحادیه‌های بریتانیایی ۲ حق رأی داشتند و تصمیماتی که از ۸ رأی موافق برخوردار بود به تصویب می‌رسید و این به آن معنا بود که اعضای بریتانیایی این هیئت در صورت توافق کامل حتی با مخالفت فیفا هم امکان تغییر قوانین را داشتند. در ۱۹۵۸ هیئت شیوه جدیدی را برای رأی‌گیری وضع کرد که شیوه امروزین آن است بر این اساس هر یک از اتحادیه‌های بریتانیایی ۱ رأی و فیفا ۴ رأی دارند و برای تصویب هر قانونی دست‌کم ۶ رأی مثبت مورد نیاز است.